# Prestwichmedaljen
Prestwichmedaljen (engelska Prestwich Medal) är en medalj som utdelas av Geological Society of London.
Medaljen instiftades i Joseph Prestwichs testamente. Den delas ut minst vart tredje år, men pengarna kan också användas för andra ändamål.

## Mottagare
- 1903 John Lubbock, 1:e baron Avebury
- 1906 William Whitaker
- 1909 Maria Millington Evans
- 1912 (Utökning av biblioteket)
- 1915 Émile Cartailhac
- 1918 William Boyd Dawkins
- 1921 (Publikationer)
- 1924 (Publikationer)
- 1927 (Publikationer)
- 1930 (Publikationer)
- 1933 (Publikationer)
- 1936 (Publikationer)
- 1939 Samuel Hazzledine Warren
- 1942 Alfred Santer Kennard
- 1945 (Publikationer)
- 1948 Henri Breuil
- 1951 Harry Godwin
- 1954 Frederick William Shotton
- 1957 John Kaye Charlesworth
- 1960 Vivian Fuchs
- 1963 Kenneth Page Oakley
- 1966 Dennis Curry
- 1969 Louis Seymour Bazett Leakey och Mary Douglas Leakey
- 1972 Richard Foster Flint
- 1976 Walter William Bishop
- 1979 Ian Graham Gass
- 1981 Harold Garnar Reading
- 1984 Charles Downie
- 1987 Claud William Wright
- 1990 William James Kennedy
- 1993 Henry Elderfield
- 1996 Christine Mary Rutherford Fowler
- 1999 Claude Jaupart
- 2002 Adrian William Amsler Rushton
- 2005 Geoffrey Russell Coope
- 2007 Frederick Vine
- 2010 Peter Furneaux Friend
- 2014 Max Coleman
- 2015 Alastair Robertson
- 2016 Henry Emeleus
- 2017 ingen utdelning
- 2018 Jan Zalasiewicz
- 2019 Anthony Barber